# Dasiops bruneri
Dasiops bruneri är en tvåvingeart som först beskrevs av Malloch 1931.  Dasiops bruneri ingår i släktet Dasiops och familjen stjärtflugor. Inga underarter finns listade i Catalogue of Life.